# Goat yoga
Pour les articles homonymes, voir Goat et Yoga (homonymie).

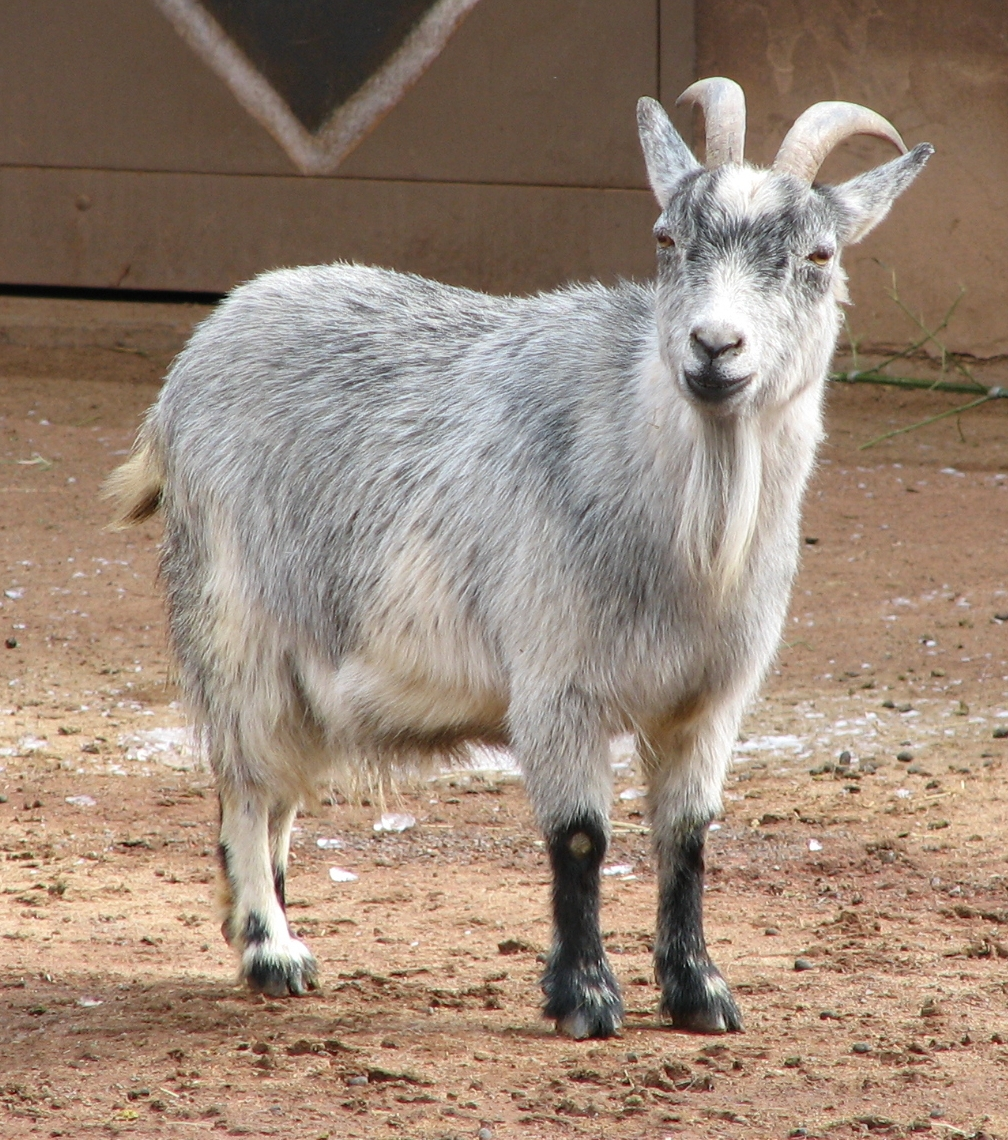
Les chèvres naines entourent les participants du goat yoga.

Le goat yoga ou yoga chèvre est une forme de yoga originaire des États-Unis qui se pratique avec des chèvres.

## Historique
Créé aux États-Unis dans l'Arizona en 2016, la pratique du goat yoga s'est également développée au Canada. Les cours ont lieu dans des fermes.

## Description
Les personnes qui pratiquent cette discipline réalisent différentes postures de yoga entourées de chèvres naines
Selon ses adeptes, la pratique de cette discipline augmenterait les effets relaxants du yoga.